# Diocese de Ávila
A Diocese de Ávila (em latim: Dioecesis Abulensis) é uma diocese da Igreja Católica da Espanha, sediada na cidade de Ávila, na província de Ávila, comunidade autónoma de Castela e Leão. Faz parte da Arquidiocese de Valladolid. Foi fundada em 380 pelo Papa Dâmaso I e restaurada em 1100 pelo Papa Pascoal II. Em 2022 contava com uma população católica de 150 100 fiéis, sendo 94,2% da população total, e tinha 265 paróquias.

## História
Em 380 o Papa Dâmaso I cria a Diocese de Ávila. Em 700 a diocese é suprimida, sendo restaurada em 1100 pelo Papa Pascoal II. Em 1120 a Diocese de Ávila torna-se sufragânea de Santiago de Compostela. Em 1859 tem sua província eclesiástica alterada para Valladolid. Em 1954 diocese de Ávila perde território para a Valladolid. Em 1955 houve uma troca territorial entre a Diocese de Ávila a Diocese de Segóvia e a Arquidiocese de Valladolid. Em 1958 ocorreu uma nova troca territorial, dessa vez entre a Diocese de Ávila e a Diocese de Plasencia, em contrapartida a Diocese de Ávila perdeu território para a Diocese de Salamanca.

## Lista de bispos
A seguir uma lista de bispos desde 1102. Não se tem muita informação dos bispos anteriores a essa data.
|                 | Nome                                          | Período         | Notas                                       |
| Bispos de Ávila | Bispos de Ávila                               | Bispos de Ávila | Bispos de Ávila                             |
| --------------- | --------------------------------------------- | --------------- | ------------------------------------------- |
| 80º             | Jesús Rico García                             | 2023 - atual    |                                             |
| 79º             | José María Gil Tamayo                         | 2018 - 2022     | Nomeado arcebispo coadjutor de Granada      |
| 78º             | Jesús García Burillo                          | 2003 - 2018     |                                             |
| 77º             | Adolfo González Montes                        | 1997 - 2002     | Nomeado bispo de Almeria                    |
| 76º             | Antonio Cañizares Llovera                     | 1992 - 1996     | Nomeado arcebispo de Granada                |
| 75º             | Felipe Fernández García                       | 1976 - 1991     | Nomeado bispo de Tenerife                   |
| 74º             | Maximino Romero de Lema                       | 1968 - 1973     |                                             |
| 73º             | Santos Moro Briz                              | 1935 - 1968     |                                             |
| 72º             | Enrique Pla y Deniel                          | 1918 - 1935     | Nomeado bispo de Salamanca                  |
| 71º             | Joaquín Beltrán y Asensio                     | 1898 - 1917     | Faleceu no cargo                            |
| 70º             | José María Blanco Barón                       | 1895 - 1897     | Faleceu no cargo                            |
| 69º             | Juan Muñoz y Herrera                          | 1890 - 1895     | Nomeado bispo de Málaga                     |
| 68º             | Ramón Fernández Piérola                       | 1887 - 1889     | Nomeado bispo de Vitória                    |
| 67º             | Ciriaco María Sancha y Hervás                 | 1882 - 1886     | Nomeado bispo de Madrid                     |
| 66º             | Pedro José Sánchez Carrascosa y Carrión, C.O. | 1875 - 1882     | Renunciou                                   |
| 65º             | Fernando Blanco y Lorenzo, O.P.               | 1857 - 1875     | Nomeado arcebispo de Valladolid             |
| 64º             | Juan Alfonso Albuquerque Berión               | 1854 - 1857     | Nomeado bispo de Córdova                    |
| 63º             | Gregorio Sánchez y Jiménez, O.S.J.            | 1852 - 1854     | Faleceu no cargo                            |
| 62º             | Manuel López Santisteban                      | 1847 - 1852     | Renunciou                                   |
| 61º             | Ramón María Adurriaga Uribe                   | 1824 - 1841     | Faleceu no cargo                            |
| 60º             | Rodrigo Antonio de Orellana, O.Praem.         | 1818 - 1822     | Faleceu no cargo                            |
| 59º             | Manuel Gómez de Salazar                       | 1802 - 1815     | Faleceu no cargo                            |
| 58º             | Rafael de Múzquiz y Aldunate                  | 1799 - 1801     | Nomeado arcebispo de Santiago de Compostela |
| 57º             | Francisco Javier Cabrera Velasco              | 1797 - 1799     | Faleceu no cargo                            |
| 56º             | Julián Gascueña Herráiz, O.F.M.               | 1784 - 1796     | Faleceu no cargo                            |
| 55º             | Antonio Sentmenat y Castellá                  | 1783 - 1784     | Renunciou                                   |
| 54º             | Miguel Fernando Merino                        | 1766 - 1781     | Faleceu no cargo                            |
| 53º             | Romualdo Velarde y Cienfuegos                 | 1758 - 1766     | Faleceu no cargo                            |
| 52º             | Pedro González García                         | 1743 - 1758     | Faleceu no cargo                            |
| 51º             | Narciso Queralt                               | 1738 - 1743     | Faleceu no cargo                            |
| 50º             | Pedro Ayala                                   | 1728 - 1738     | Renunciou                                   |
| 49º             | José del Yermo Santibáñez                     | 1720 - 1728     | Nomeado arcebispo de Santiago de Compostela |
| 48º             | Julián Cano y Tevar, O.Carm.                  | 1714 - 1719     | Faleceu no cargo                            |
| 47º             | Baltasar de la Peña Avilés                    | 1703 - 1705     | Faleceu no cargo                            |
| 46º             | Gregorio Solórzano Castillo                   | 1700 - 1703     | Faleceu no cargo                            |
| 45º             | Diego Ventura Fernández de Angulo, O.F.M.     | 1683 - 1700     | Faleceu no cargo                            |
| 44º             | Juan Asensio Barrios, O. de M.                | 1673 - 1682     | Nomeado bispo de Jaén                       |
| 43º             | Francisco de Rojas-Borja y Artés              | 1663 - 1673     |                                             |
| 42º             | Martín de Bonilla Granada                     | 1653 - 1662     | Faleceu no cargo                            |
| 41º             | Bernardo Atayde de Lima Perera                | 1654 - 1656     | Faleceu no cargo                            |
| 40º             | José de Argáiz Pérez                          | 1645 - 1654     | Nomeado arcebispo de Granada                |
| 39º             | Juan Vélez de Valdivielso                     | 1641 - 1645     | Nomeado bispo de Cartagena                  |
| 38º             | Diego Arce Reinoso                            | 1638 - 1640     | Nomeado bispo de Plasencia                  |
| 37º             | Pedro Cifuentes Loarte                        | 1632 - 1636     | Faleceu no cargo                            |
| 36º             | Francisco Márquez Gaceta                      | 1627 - 1631     | Faleceu no cargo                            |
| 35º             | Alfonso López Gallo                           | 1627            | Não chegou a assumir                        |
| 34º             | Francisco González Zárate                     | 1616 - 1626     | Faleceu no cargo                            |
| 33º             | Juan Alvarez de Caldas                        | 1612 - 1615     | Faleceu no cargo                            |
| 32º             | Lorenzo Asensio Otaduy Avendaño               | 1599 - 1611     | Faleceu no cargo                            |
| 31º             | Juan Velázquez de las Cuevas, O.P.            | 1596 - 1598     | Faleceu no cargo                            |
| 30º             | Jerónimo Manrique de Lara                     | 1591 - 1595     | Faleceu no cargo                            |
| 29º             | Pedro Fernández Temiño                        | 1581 - 1590     | Faleceu no cargo                            |
| 28º             | Sancho Busto de Villegas                      | 1578 - 1581     | Faleceu no cargo                            |
| 27º             | Alvaro Hurtado de Mendoza                     | 1560 - 1577     | Nomeado bispo de Palência                   |
| 26º             | Diego de los Cobos Molina                     | 1559 - 1560     | Nomeado bispo de Jaén                       |
| 25º             | Diego Alava Esquivel                          | 1548 - 1558     | Nomeado bispo de Córdova                    |
| 24º             | Rodrigo Sánchez Mercado                       | 1530 - 1548     | Faleceu no cargo                            |
| 23º             | Francisco Ruiz, O.F.M.                        | 1514 - 1528     | Faleceu no cargo                            |
| 22º             | Alfonso Carrillo de Albornoz                  | 1496 - 1515     | Faleceu no cargo                            |
| 21º             | Francisco Sánchez de la Fuente                | 1493 - 1496     | Nomeado bispo de Córdova                    |
| 20º             | Hernando de Talavera, O.S.H.                  | 1485 - 1493     | Nomeado arcebispo de Granada                |
| 19º             | Alfonso de Fonseca                            | 1469 - 1493     | Nomeado bispo de Cuenca                     |
| 18º             | Martin Fernandi de Bilches                    | 1456 - 1468     | Faleceu no cargo                            |
| 17º             | Alfonso Tostado de Madrigal                   | 1445 - 1455     | Faleceu no cargo                            |
| 16º             | Lope Barrientos, O.P.                         | 1441 - 1445     | Nomeado bispo de Cuenca                     |
| 15º             | Juan de Cervantes                             | 1437 - 1441     | Renunciou                                   |
| 14º             | Diego Gómez de Fuensalida                     | 1424 - 1436     | Faleceu no cargo                            |
| 13º             | Juan Ramírez de Guzmán                        | 1403 - 1424     | Faleceu no cargo                            |
| 12º             | Alfonso de Egea                               | 1395 - 1403     | Nomeado arcebispo de Sevilha                |
| 11º             | Diego de los Roeles                           | 1378 - 1394     | Faleceu no cargo                            |
| 10º             | Alfonso de Vargas                             | 1371 - 1372     | Nomeado bispo de Córdova                    |
| 9º              | Alfonso de Vargas                             | 1361 - 1370     | Faleceu no cargo                            |
| 8º              | Gonzalo de la Torre                           | 1355 - 1359     | Faleceu no cargo                            |
| 7º              | Sancho Blázquez Dávila                        | 1337 - 1353     | Faleceu no cargo                            |
| 6º              | Fernando Rodríguez                            | 1290 - 1292     | Faleceu no cargo                            |
| 5º              | Domingo Suárez, O.F.M.                        | 1263 - 1271     | Faleceu no cargo                            |
| 4º              | Sancho                                        | 1161 - 1181     | Faleceu no cargo                            |
| 3º              | Ínigo                                         | 1133 - 1142     | Faleceu no cargo                            |
| 2º              | Pedro Sánchez Zarraquines                     | 1221 - 1230     | Faleceu no cargo                            |
| 1º              | Jerome                                        | 1102 - 1120     | Faleceu no cargo                            |